# Sexlagsserien i bandy 1930
Sexlagsserien i bandy 1930 var en enkelserie i bandy i Sverige, som spelades parallellt med svenska mästerskapet 1930. På grund av mildvädret kunde inte sexlagsserien (enkelserie) slutspelas, och eftersom Västerås SK ledde då serien avbröts tillskrevs de seriesegern.

## Bakgrund
Serien skapades eftersom sex framgångsrika klubbar inte var nöjda med den svenska mästerskapsturneringen, eftersom den endast avgjordes i utslagsform. De ansåg att risken att bli utslagna ur svenska mästerskapet tidigt i turneringen var för stor, och förespråkade istället seriespel. Debatten pågick ifall man skulle införa nationellt seriespel inom bandyn i Sverige, precis som fotbollen gjort. Många motsatte sig detta, och menade att varje tävlingsmatch måste handla om att "vinna eller försvinna".
Svenska Bandyförbundet beslutade att inför 1930 års säsong inleda svenska mästerskapet med utslagsturnering, där de bästa gick vidare till en serie, där segraren korades till svenska mästare. Trots detta beslutade sig några klubbar från Stockholm och Uppsala att inte ställa upp i svenska mästerskapet, utan i stället starta eget seriespel. Serien var först tänkt att innehålla 10 omgångar, dock kunde inte segraren betrakta sig som svenska mästare.
När mildvintern slog till beslutade Svenska Bandyförbundet att svenska mästerskapet 1930 skulle spelas i utslagsform. Nationellt seriespel infördes till slut året efter: 1931 drog Division I, som senare kom att bli Allsvenskan, igång.

## Slutställning
| Nr | Lag         | S | V | O | F | +/-     | P |
| -- | ----------- | - | - | - | - | ------- | - |
| 1  | Västerås SK | 4 | 3 | 0 | 1 | 22 - 12 | 6 |
| 2  | AIK         | 4 | 3 | 0 | 1 | 15 - 12 | 6 |
| 3  | IF Vesta    | 4 | 2 | 0 | 2 | 16 - 10 | 4 |
| 4  | IK Göta     | 2 | 1 | 0 | 2 | 8 - 7   | 2 |
| 5  | Hammarby IF | 3 | 1 | 0 | 1 | 12 - 20 | 2 |
| 6  | IK Sirius   | 5 | 1 | 0 | 4 | 7 - 19  | 2 |

### Fotnoter
1. ↑  Ulf Ivar Nilsson (16 mars 2008). ”Tirfings SM-guld” (på svenska). Arbetarbladet. https://www.arbetarbladet.se/artikel/tirfings-sm-guld-en-solskenshistoria. Läst 24 mars 2020.